# MMA 5A P2
Die altägyptische Grabkapelle mit der modernen Bezeichnung MMA 5A P2 wurde 1916 von Ambrose Lansing in Dra Abu el-Naga, einem Teil der thebanischen Nekropole, ausgegraben. Es handelte sich um eine freistehende Lehmziegelkapelle, die im Inneren mit Wandmalereien dekoriert war. Die Kapelle bestand nur aus einem einzigen Raum, der im Inneren nur etwa 1,9 × 2,9 Meter groß war. Vor dem Eingang befand sich ein Schacht, der zu drei unterirdischen Grabkammern hinabführte. Die Kapelle und der Schacht standen in einem ummauerten, rechteckigen Bezirk, dessen Mauer nur zum Teil erhalten ist. Es kann heute nicht mehr gesagt werden, wo sich einst der Eingang zum Bezirk befand. 
Von den Wandmalereien fanden sich nur noch etwa 50 Fragmente. Diese deuten an, dass das Innere der Kapelle mit den typischen Szenen thebanischer Grabkapellen ausgeschmückt war. Einige Fragmente gehören zu Dienern, die Möbel, offensichtlich in einer Begräbnisfeierlichkeit, herbeibringen. Zu einem Begräbniszug gehören auch Fragmente mit der Darstellung von Trauernden und dem Rest eines Schlittens, auf dem wohl einst der Sarg stand. Andere Fragmente zeigen männliche und weibliche Figuren, die wohl zu einer Feier rekonstruiert werden können. Einige wenige Fragmente zeigen Handwerker, Opfergaben und es gibt Fragmente der gemalten Darstellung einer Scheintür. Nur wenige Fragmente zeigen Inschriften, doch gibt es ein Fragment, auf dem der Königssohn Tetianch genannt wird. Vielleicht handelt es sich hier um den Grabinhaber.
Gerade in der Zweiten Zwischenzeit und in der frühen 18. Dynastie scheinen solche Grabkapellen sehr beliebt gewesen zu sein, jedoch sind nur sehr wenige erhalten.